# Нун (буква сирийского алфавита)
ܢ (ܢܘܢ, в.-сир. нун, з.-сир. нон) — четырнадцатая буква сирийского алфавита.

## Использование
Происходит от арамейской буквы нун (𐡍), восходящей к финикийской букве нун (𐤍, ).
В сирийском языке обозначала носовой согласный [n]. В ассирийском языке также обозначает [n]. Числовое значение в сирийской системе счисления — 50.
В романизациях ALA-LC и BGN/PCGN передаётся как n.

## Кодировка
Буква нун была добавлена в стандарт Юникод в версии 3.0 в блок «Сирийское письмо» (англ. Syriac) под шестнадцатеричным кодом U+0722.